# Archie Bell & the Drells

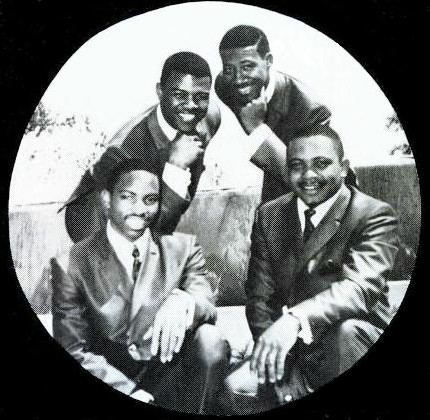
Archie Bell & the Drells (1968)

Archie Bell & the Drells war eine US-amerikanische Soul- und Funk-Formation um den Sänger Archie Bell.
Gegründet wurde die Band 1965 in Houston/Texas. Das Quartett, bestehend aus dem Leadsänger Archie Bell und drei Tänzern/Backgroundstimmen, besuchte gemeinsam die Highschool und nahm an diversen Talentwettbewerben teil. 1966 bekam man einen Schallplatten-Vertrag. Die erste Single hieß She's My Woman und wurde ein Flop.
Der große Erfolg kam erst 1968 bei einer neuen Plattenfirma mit dem Hit Tighten Up. Der Song wurde Nr. 1 der US-Hitparade und ein Millionenseller.
Zusammen mit den Phillysound-Produzenten Kenneth Gamble und Leon Huff konnten weitere Songs in den Charts platziert werden, die jedoch nicht an den großen Erfolg von Tighten up heranreichten.
Ab 1970 konnten nur noch kleine Erfolge in England mit den Singles Here I Go Again. There's Gonna Be A Showdown und Soul City Walk verbucht werden, dann zerfiel die Gruppe.

## Mitglieder
- Archie Bell (* 1. September 1944 in Henderson, Texas)
- James Wise (* 1. Mai 1948 In Houston, Texas)
- Willie Pernell (* 12. April 1945 in Houston, Texas)
- Lee Bell (* 14. Januar 1946 in Houston, Texas)

Zeitweise auch:
- Billy Butler
- Joe Cross
- Lucious Larkins

## Diskografie

### Alben
| Jahr | Titel                                   | Höchstplatzierung, Gesamtwochen, AuszeichnungChartplatzierungen (Jahr, Titel, Platzierungen, Wochen, Auszeichnungen, Anmerkungen) | Höchstplatzierung, Gesamtwochen, AuszeichnungChartplatzierungen (Jahr, Titel, Platzierungen, Wochen, Auszeichnungen, Anmerkungen) | Anmerkungen |
| Jahr | Titel                                   | US | R&B | Anmerkungen |
| ---- | --------------------------------------- | --- | --- | ----------- |
| 1968 | Tighten Up                              | US142 (8 Wo.)US | R&B15 (22 Wo.)R&B |             |
| 1969 | I Can’t Stop Dancing                    | — | R&B28 (4 Wo.)R&B |             |
| 1969 | There’s Gonna Be a Showdown             | US163 (3 Wo.)US | — |             |
| 1975 | Dance Your Troubles Away                | US95 (20 Wo.)US | R&B11 (20 Wo.)R&B |             |
| 1977 | Where Will You Go When The Party’s Over | — | R&B47 (3 Wo.)R&B |             |
| 1979 | Strategy                                | — | R&B37 (9 Wo.)R&B |             |

Weitere Alben
- 1977: Hard Not To Like It
- 1981: I Never Had It So Good

### Singles
| Jahr | Titel Album                                                         | Höchstplatzierung, Gesamtwochen, AuszeichnungChartplatzierungen (Jahr, Titel, Album, Platzierungen, Wochen, Auszeichnungen, Anmerkungen) | Höchstplatzierung, Gesamtwochen, AuszeichnungChartplatzierungen (Jahr, Titel, Album, Platzierungen, Wochen, Auszeichnungen, Anmerkungen) | Höchstplatzierung, Gesamtwochen, AuszeichnungChartplatzierungen (Jahr, Titel, Album, Platzierungen, Wochen, Auszeichnungen, Anmerkungen) | Anmerkungen                   |
| Jahr | Titel Album                                                         | UK | US | R&B | Anmerkungen                   |
| ---- | ------------------------------------------------------------------- | --- | --- | --- | ----------------------------- |
| 1968 | Tighten Up                                                          | — | US1 Gold · (15 Wo.)US | R&B1 (15 Wo.)R&B |                               |
| 1968 | I Can’t Stop Dancing                                                | — | US9 (10 Wo.)US | R&B5 (10 Wo.)R&B |                               |
| 1968 | Do The Choo Choo I Can’t Stop Dancing                               | — | US44 (7 Wo.)US | R&B17 (7 Wo.)R&B |                               |
| 1968 | Love Will Rain On You I Can’t Stop Dancing                          | — | — | R&B25 (3 Wo.)R&B |                               |
| 1968 | There’s Gonna Be a Showdown                                         | UK36 (5 Wo.)UK | US21 (11 Wo.)US | R&B6 (10 Wo.)R&B | Charteinstieg in UK erst 1973 |
| 1969 | I Love My Baby There’s Gonna Be a Showdown                          | — | US94 (3 Wo.)US | R&B40 (2 Wo.)R&B |                               |
| 1969 | Girl You’re Too Young There’s Gonna Be a Showdown                   | — | US59 (7 Wo.)US | R&B13 (9 Wo.)R&B |                               |
| 1969 | My Balloon’s Going Up There’s Gonna Be a Showdown                   | — | US87 (4 Wo.)US | R&B36 (5 Wo.)R&B |                               |
| 1969 | A World Without Music                                               | — | US90 (2 Wo.)US | R&B46 (3 Wo.)R&B |                               |
| 1969 | Here I Go Again There’s Gonna Be a Showdown                         | UK11 (10 Wo.)UK | — | — | Charteinstieg in UK erst 1972 |
| 1970 | Don’t Let The Music Slip Away                                       | — | US100 (1 Wo.)US | — |                               |
| 1970 | Wrap It Up                                                          | — | US93 (2 Wo.)US | R&B33 (5 Wo.)R&B |                               |
| 1973 | Dancing To Your Music                                               | — | US61 (9 Wo.)US | R&B11 (10 Wo.)R&B |                               |
| 1973 | Ain’t Nothing For A Man In Love                                     | — | — | R&B36 (5 Wo.)R&B |                               |
| 1975 | I Could Dance All Night Dance Your Troubles Away                    | — | — | R&B25 (13 Wo.)R&B |                               |
| 1975 | The Soul City Walk Dance Your Troubles Away                         | UK13 (10 Wo.)UK | — | R&B42 (9 Wo.)R&B |                               |
| 1976 | Let’s Groove (Part 1) Dance Your Troubles Away                      | — | — | R&B7 (12 Wo.)R&B |                               |
| 1976 | Don’t Let Love Get You Down Where Will You Go When The Party’s Over | UK49 (4 Wo.)UK | — | — | Charteinstieg in UK erst 1986 |
| 1977 | Everybody Have A Good Time Where Will You Go When The Party’s Over  | UK43 (4 Wo.)UK | — | R&B68 (7 Wo.)R&B |                               |
| 1977 | Glad You Could Make It Hard Not To Like It                          | — | — | R&B63 (14 Wo.)R&B |                               |
| 1978 | I’ve Been Missing You Hard Not To Like It                           | — | — | R&B56 (6 Wo.)R&B |                               |
| 1979 | Strategy                                                            | — | — | R&B21 (16 Wo.)R&B |                               |
| 1981 | Any Time Is Right I Never Had It So Good                            | — | — | R&B49 (11 Wo.)R&B |                               |

Weitere Singles
- 1969: Just A Little Closer

### Musikbeispiele
- Archie Bell & the Drells: Tighten Up (Pt. 1) auf YouTube
- Archie Bell & the Drells: Don’t Let Love Get You Down auf YouTube